# إنه يأتي ليلا
إنه يأتي ليلا (بالإنجليزية: It Comes at Night)‏ هو فيلم رعب نفسي أمريكي من بطولة جويل إجيرتون، كريستوفر آبوت، كارمين إجوجو، كلفين هاريسون جونيور وريلي كيو. صدر الفيلم في الولايات المتحدة في 9 يونيو 2017.

## وصلات خارجية
- إنه يأتي ليلا على موقع IMDb (الإنجليزية)
- إنه يأتي ليلا على موقع ميتاكريتيك (الإنجليزية)
- إنه يأتي ليلا على موقع روتن توميتوز (الإنجليزية)
- إنه يأتي ليلا على موقع نتفليكس (الإنجليزية)
- إنه يأتي ليلا على موقع قاعدة بيانات الأفلام العربية
- إنه يأتي ليلا على موقع ألو سيني (الفرنسية)
- إنه يأتي ليلا على موقع Turner Classic Movies (الإنجليزية)
- إنه يأتي ليلا على موقع أول موفي (الإنجليزية)
- إنه يأتي ليلا على موقع بوكس أوفيس موجو (الإنجليزية)
- إنه يأتي ليلا على موقع فيلمافينيتي (الإسبانية)